# Crocidura tanakae
Crocidura tanakae är en däggdjursart som beskrevs av Kuroda 1938. Crocidura tanakae ingår i släktet Crocidura och familjen näbbmöss. IUCN kategoriserar arten globalt som livskraftig. Inga underarter finns listade i Catalogue of Life.
Arten förekommer med flera från varandra skilda populationer i Sydostasien, bland annat i Kina, Laos, Vietnam, Taiwan och på några mindre öar. Crocidura tanakae lever i låglandet och i bergstrakter upp till 2200 meter över havet. Näbbmusen vistas i återskapade skogar, på betesmarker och andra gräsmarker samt i områden med bambu.
Arten blir 70 till 86 mm lång (huvud och bål), har en 47 till 62 mm lång svans, 12 till 14,5 mm långa bakfötter och 8 till 10 mm stora öron. Annars har djuret samma utseende som Crocidura attenuata. Båda arter skiljer sig i sina genetiska egenskaper.